# Geplante Eisenbahnstrecken auf Himmerland

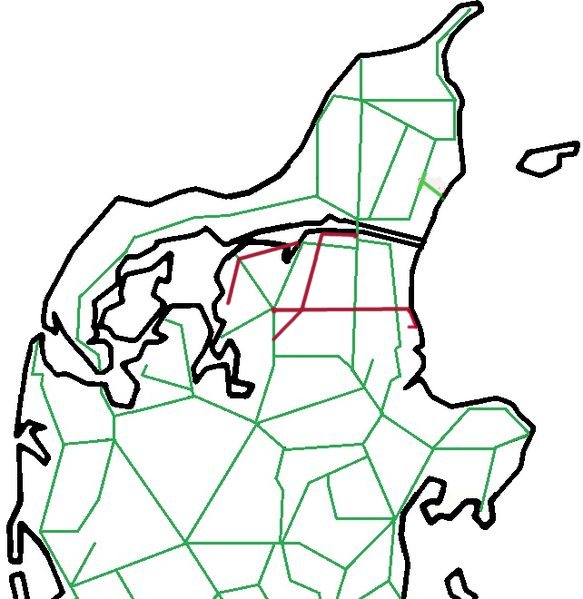
Geplante Bahnstrecken auf Himmerland

Geplante Eisenbahnstrecken auf Himmerland waren drei Nebenstrecken in der historischen Landschaft Himmerland, dem nordöstlichen Teil der dänischen Halbinsel Jütland, die mit verschiedenen Eisenbahngesetzen beschlossen wurden, aber nie zur Ausführung kamen. Alle Projekte waren als Privatbahnen geplant, bei denen der dänische Staat die Hälfte der Baukosten übernommen hätte.

## Bahnstrecke Aars–Arden–Øster Hurup

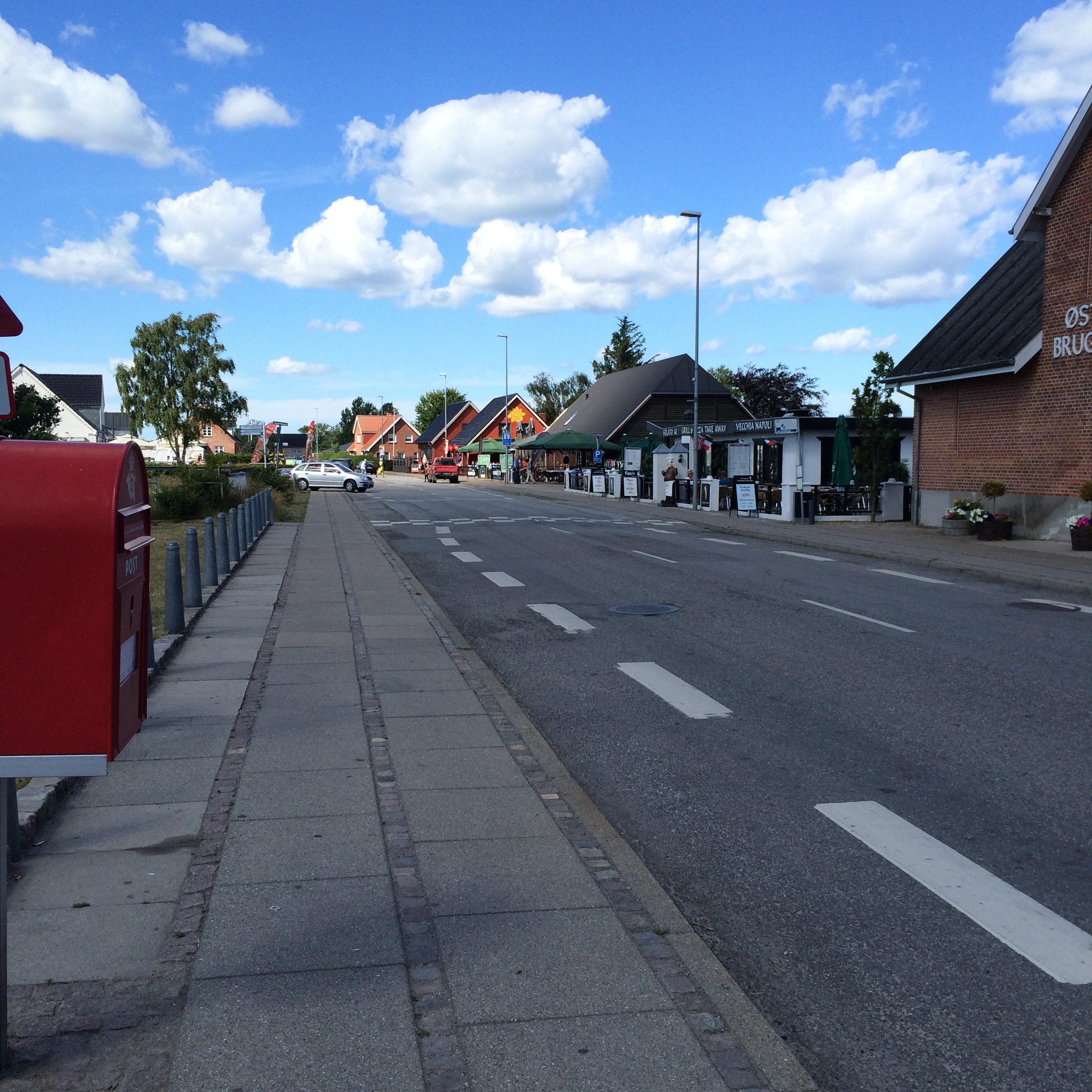
Kystvejen, Øster Hurup

Die Bahnstrecke Aars–Arden–Øster Hurup (dänisch Aars–Arden–Øster Hurup Jernbane) war eine Eisenbahnstrecke, die mit dem großen Eisenbahngesetz vom 20. März 1918 beschlossen, aber nicht gebaut wurde.
Es gab in Østhimmerland große Pläne für den Bau eines Hafens in Øster Hurup. Von dort sollte eine Dampfschiffverbindung nach Hundested errichtet werden und mit den meisten in Himmerland errichteten Bahnstrecken verbunden werden.
Die Strecke sollte aus zwei Teilen bestehen und von der Sydhimmerlands Jernbaneselskab (SHJS) betrieben werden:
- Aars–Arden
- von Arden zu einem Punkt an der Bahnstrecke Aalborg–Hadsund, der später mit Bælum konkretisiert wurde, eventuell mit Weiterführung nach Øster Hurup.

Die Strecken sollten eine Länge von 64,6 Kilometer haben. An ihr sollten elf Bahnhöfe errichtet werden:
- Aars – mit Verbindung zur Himmerlandsbanerne und zur Bahnstrecke Aalborg–Hvalpsund
- Giver
- Sønderup
- Haverslev – Kreuzung mit der nicht gebauten Bahnstrecke Aalborg–Nørager
- Mejlby
- Ravnkilde
- Arden – Anschluss an die Bahnstrecke Randers–Aalborg
- Rostrup
- Astrup
- Tisted
- Terndrup
- Bælum – Anschluss an die Bahnstrecke Aalborg–Hadsund
- Øster Hurup – Anschluss an die nicht gebaute Bahnstrecke Skelund–Als–Øster Hurup

Dazu sollten die sieben Haltepunkt Bistedbro, Nysum, Gandrup, Lundgård, Vrå, Solbjerg Enge und Haslevgård gebaut werden. In Arden wollten die Danske Statsbaner keine niveaugleiche Einführung in ihre Strecke akzeptieren. Der Vorschlag lautet, die Strecke mit einem Viadukt unter der Staatsbahnstrecke hindurchzuführen und einen eigenen Bahnhof als Kopfbahnhof zu errichten. Für Haverslev und Bælum wurde die niveaugleiche Einfädelung akzeptiert.
Die Konzession für den Bau wurde am 28. Mai 1919 erteilt, anschließend wurde die Strecke ausgesteckt. 1920 wurden in einer Erhebung die lokalen Bedürfnisse erfasst und mit den örtlichen Behörden diskutiert.
Obwohl die Planungen sehr weit fortgeschritten waren, wurde beschlossen, die Pläne im Hinblick auf die schwierigen wirtschaftlichen Rahmenbedingungen und den Aufstieg des Automobils und der Frachtrouten auszusetzen. Die Eisenbahnkommission von 1923, die die im Gesetz enthaltenen Projekte bewerten sollte, empfahl, vom Bau der Strecke Abstand zu nehmen.

## Bahnstrecke Aalborg–Nørager

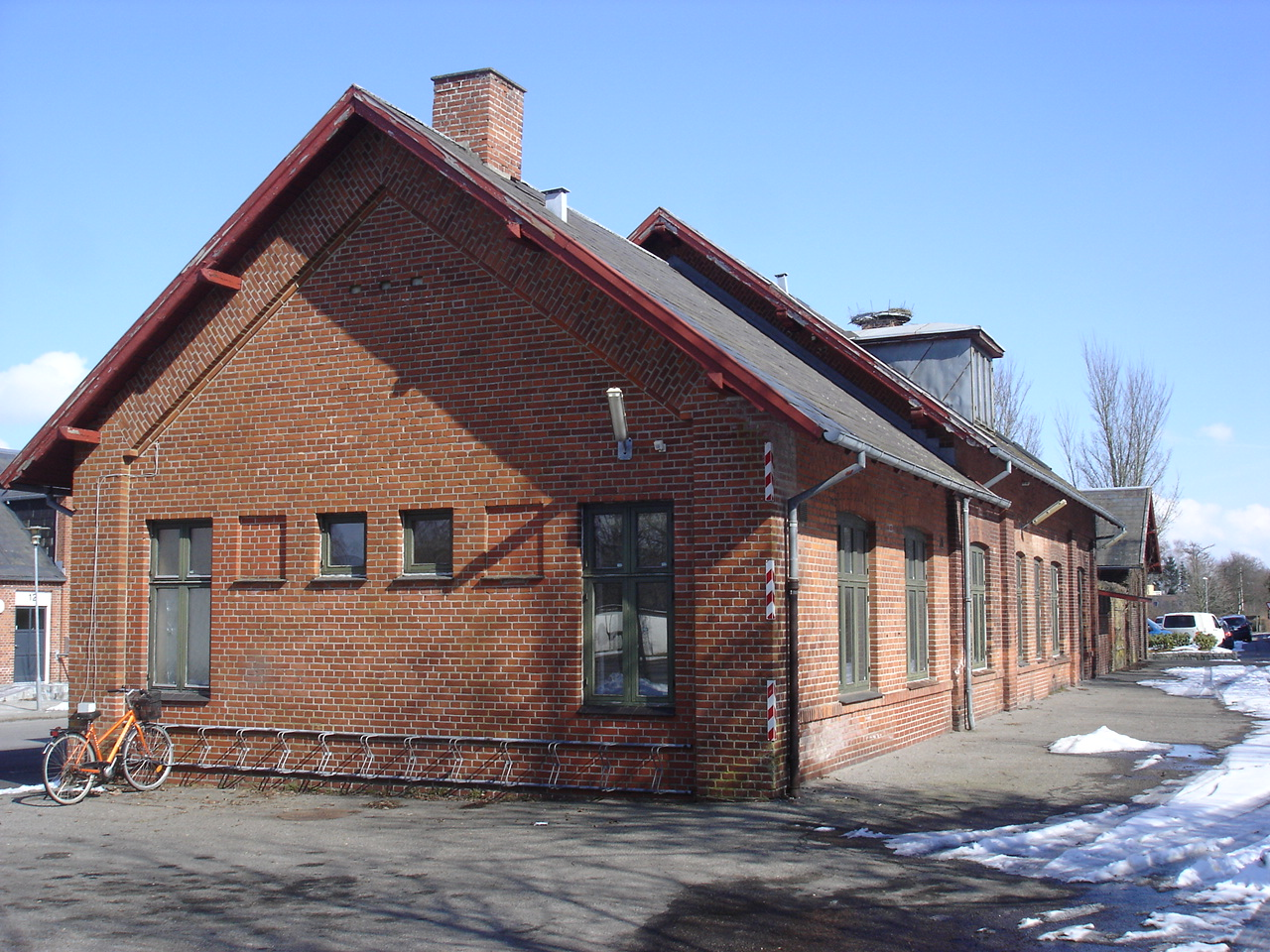
Bahnhof Nørager

Die Bahnstrecke Aalborg–Nørager (dänisch Nøragerbanen) war eine Eisenbahnstrecke, die wie die Strecken Aars–Arden–Øster Hurup, Skelund–Als–Øster Hurup und Sebbersund–Løgstør–Overlade mit dem großen Eisenbahngesetz vom 20. März 1918 beschlossen, aber nicht gebaut wurde.
Die Strecke sollten eine Länge von 63,3 Kilometer haben. An ihr sollten 15 Bahnhöfe errichtet werden:
- Aalborg – mit Verbindung zur Bahnstrecke Randers–Aalborg, Bahnstrecke Frederikshavn–Aalborg, Bahnstrecke Aalborg–Hadsund und Bahnstrecke Fjerritslev–Frederikshavn
- Restrup
- Nørholm
- Sønderholm – Kreuzung mit der Bahnstrecke Aalborg–Hvalpsund
- Moldbjerg
- Øster Hornum
- Byrsted
- Hjeds
- Hyllested
- Suldrup
- Aarestrup
- Haverslev – Kreuzung mit der nicht gebauten Bahnstrecke Aars–Arden–Øster Hurup
- Mejlby
- Kongens Tisted
- Nørager – Anschluss an Himmerlandsbanerne

Die Strecke sollte zwischen Aalborg und Sønderholm direkter als die Hvalpsundbane verlaufen sowie ohne die dort vorhandenen starken Steigungen. Es war sogar angedacht, die Bergbahn zwischen Svenstrup und Sønderholm zu schließen und die Bahnstrecke Aalborg–Hvalpsund über die neu zu errichtende Strecke zwischen Aalborg und Sønderholm zu führen. Die Nøragerbane wäre eine starke Konkurrenz der Hvalpsundbane gewesen, die sich den notwendigen Ausbau des Bahnhofes in Sønderholm und die für den Betrieb des Bahnhofes notwendige Aufstockung des Personals sehr gut bezahlen lassen wollte.
Die Eisenbahnkommission von 1923, die die im Gesetz enthaltenen Projekte bewerten sollte, vertrat die Meinung, dass die Nøragerbane zwar den Betrieb durchführen könne, aber eine Verzinsung des eingesetzten Kapitals sei nicht zu erwarten. Wegen der Konkurrenzsituation mit der Hvalpsundbane und der Bahnstrecke Hobro–Aalborg der Staatsbahn wurde vom Bau abgeraten.

## Bahnstrecke Sebbersund–Løgstør–Overlade

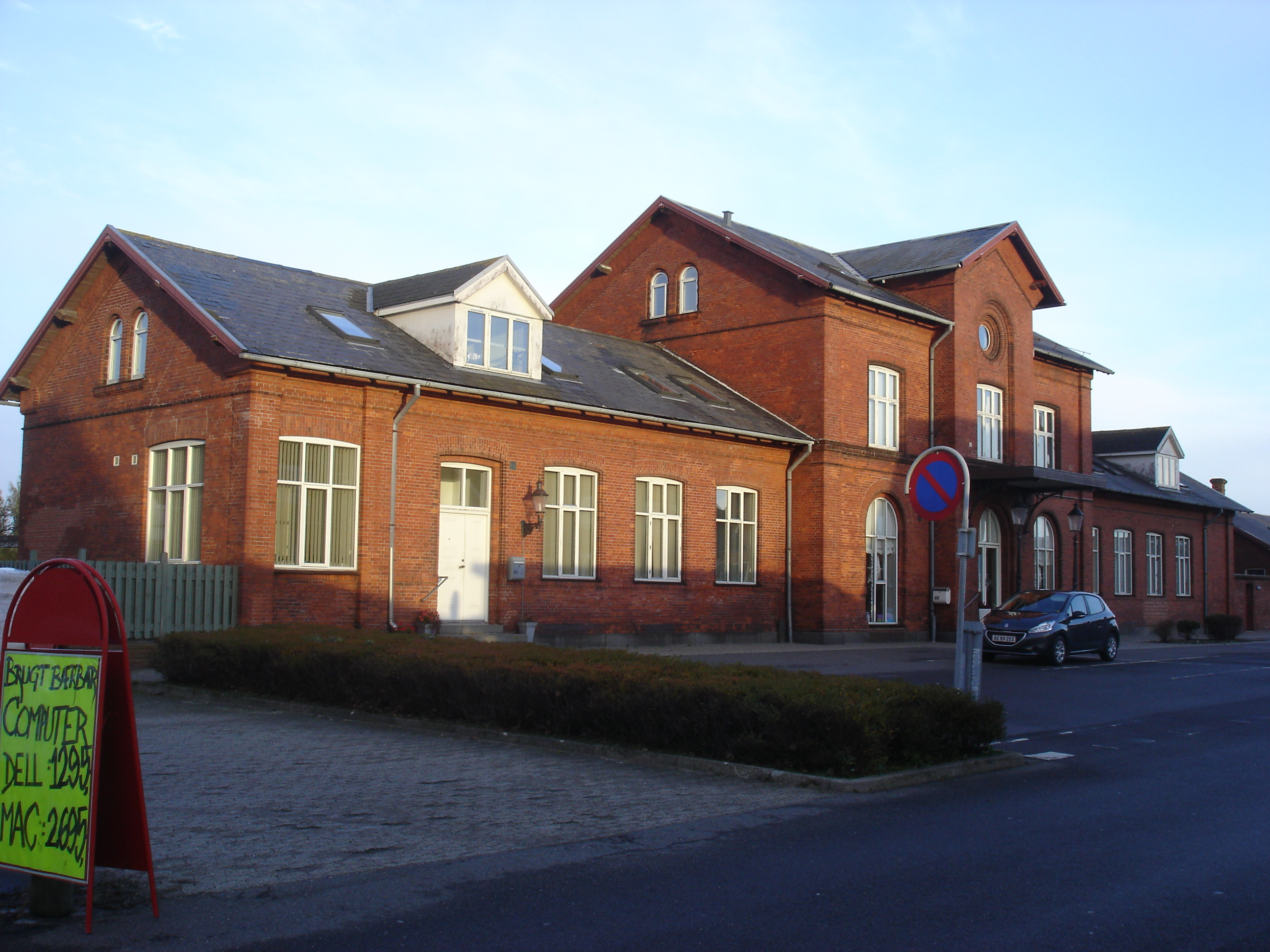
Bahnhof Løgstør

Die Bahnstrecke Sebbersund–Løgstør–Overlade war eine Eisenbahnstrecke, die wie die Strecken Aars–Arden–Øster Hurup, Skelund–Als–Øster Hurup und Aalborg–Nørager mit dem großen Eisenbahngesetz vom 20. März 1918 beschlossen, aber nicht gebaut wurde.
Die Strecke sollte eine Länge von 42,6 Kilometer haben, der Abschnitt Sebbersund–Løgstør 26,6 Kilometer. An ihr sollten folgende Bahnhöfe und Haltepunkte errichtet werden:
- Sebbersund – mit Anschluss an die Bahnstrecke Aalborg–Hvalpsund
- Sebbersund by
- Farstrup
- Lundby
- Brøndum
- Kornum
- Løgstør – mit Anschluss an die Himmerlandsbanerne
- Vilsted
- Ranum
- Overlade

Der Bahnhof Sebbersund der Bahnstrecke Aalborg–Hvalpsund auf der Ostseite des Sebber Sund sollte erweitert werden. Von hier sollte die Strecke über den Sebber Sund auf einem Damm neben der Straße in die Stadt Sebbersund führen.
Die Strecke hätte eine kürzere Verbindung zwischen Aalborg und Løgstør als über Aars hergestellt, so dass die Eisenbahn mit der Küstenschifffahrt hätte konkurrieren können. Hvalpsundbanen äußerte sich positiv zu dem Projekt, obwohl sich die Tarifstrecke von 50 km über Aars auf 29 km über Sebbersund verkürzt hätte.
Die Eisenbahnkommission von 1923, die die im Gesetz von 1918 enthaltenen Projekte bewerten sollte, vertrat die Meinung, dass die Strecke einen erheblichen Güterverkehr zwischen Aalborg und Løgstør haben würde und schlug vor, dass einige der Personenzüge nach und von Aalborg durchgeführt werden sollten. Die Kommission riet jedoch, die Strecke zu einem Zeitpunkt zu bauen, wenn die Baukosten niedriger und Verkehrsbedürfnisse größer wären.

## Bahnstrecke Skelund–Als–Øster Hurup
Die Bahnstrecke Skelund–Als–Øster Hurup war eine Eisenbahnstrecke, die wie die Strecken Aars–Arden–Øster Hurup, Sebbersund–Løgstør–Overlade und Aalborg–Nørager mit dem großen Eisenbahngesetz vom 20. März 1918 beschlossen, aber nicht gebaut wurde.
Das Gesetz enthielt eine Nebenbahn von Skelund nach Als mit einer eventuellen Verlängerung nach Øster Hurup. Dieses Projekt entstand im Zusammenhang mit den großen Plänen, in Øster Hurup einen Hafen zu errichten. Von dort aus sollten Dampfschiffe nach Hundested verkehren und die meisten der auf Himmerland verkehrenden Bahnstrecken anschließen. Die Sydhimmerlands Jernbaneselskab (SHJS) beantragte die Konzession, die am 28. Mai 1919 erteilt wurde. Zudem wurde die Strecke geprüft und ausgesteckt.
Die Strecken sollte eine Länge von neun Kilometer haben und wie folgt errichtet werden:
- Skelund – Anschluss an die Bahnstrecke Aalborg–Hadsund
- Buddum
- Als
- Helberskov
- Øster Hurup – Anschluss an die nicht gebaute Bahnstrecke Aars–Arden–Øster Hurup